# Buduslău (gmina)
Buduslău – gmina w Rumunii, w okręgu Bihor. Obejmuje miejscowości Albiș i Buduslău. W 2011 roku liczyła 1907 mieszkańców.